# Lobpreisungen
Die Lobpreisungen oder auch Laudes Divinæ sind ein katholisches Gebet, das häufig in Sakramentsandachten gebetet wird.

## Geschichte
Verfasst wurden die Lobpreisungen von dem italienischen Jesuiten Luigi Felici im Jahr 1797 mit dem ausdrücklichen Zweck der Sühne nach begangenen Gotteslästerungen oder vulgärer Ausdrucksweise.

## Text
| Latein                                               | Deutsch                                                                       |
| ---------------------------------------------------- | ----------------------------------------------------------------------------- |
| Benedictus Deus.                                     | Gott sei gepriesen.                                                           |
| Benedictum Nomen Sanctum eius.                       | Gepriesen sei Sein heiliger Name.                                             |
| Benedictus Iesus Christus, verus Deus et verus homo. | Gepriesen sei Jesus Christus, wahrer Gott und wahrer Mensch.                  |
| Benedictum Nomen Iesu.                               | Gepriesen sei der Name Jesu.                                                  |
| Benedictum Cor eius sacratissimum.                   | Gepriesen sei Sein heiligstes Herz.                                           |
| Benedictus Sanguis eius pretiosissimus.              | Gepriesen sei Sein kostbares Blut.                                            |
| Benedictus Iesus in sanctissimo altaris Sacramento.  | Gepriesen sei Jesus im allerheiligsten Sakrament des Altares.                 |
| Benedictus Sanctus Spiritus, Paraclitus.             | Gepriesen sei der Heilige Geist, der Tröster.                                 |
| Benedicta excelsa Mater Dei, Maria sanctissima.      | Gepriesen sei die erhabene Gottesgebärerin, die allerseligste Jungfrau Maria. |
| Benedicta sancta eius et immaculata Conceptio.       | Gepriesen sei ihre heilige und unbefleckte Empfängnis.                        |
| Benedicta eius gloriosa Assumptio.                   | Gepriesen sei ihre wunderbare Himmelfahrt.                                    |
| Benedictum nomen Mariae, Virginis et Matris.         | Gepriesen sei der Name der Jungfrau und Mutter Maria.                         |
| Benedictus sanctus Ioseph, eius castissimus Sponsus. | Gepriesen sei der heilige Joseph, ihr reinster Bräutigam.                     |
| Benedictus Deus in Angelis suis, et in Sanctis suis. | Gepriesen sei Gott in Seinen Engeln und Heiligen.                             |
| Amen.                                                | Amen.                                                                         |